# Маркетт, Жак
Жак Марке́тт (фр. Jacques Marquette; 10 июня 1637, Лан, Королевство Франция — 18 мая 1675, Канада, Новая Франция), также известный как Джеймс Маркетт (англ. James Marquette) — французский иезуит. Первопроходец и исследователь Северной Америки (Великие озёра, бассейн р. Миссисипи), а также основатель ряда миссионерских постов в США и Канаде, из которых впоследствии развились современные крупные города Чикаго и Су-Сент-Мари.

## Биография
Жак Маркетт родился 10 июня 1637 в городе Лан, в семнадцать лет вступил в иезуиты. После нескольких лет работы и учёбы во Франции, в 1666 году он был направлен миссионером в Новую Францию для обращения индейского населения. Жак продемонстрировал большие успехи в изучении местных наречий, особенно гуронского.

## Исследовательская деятельность
В 1668 году отец Маркетт (фр. Père Marquette) по указанию руководства направился дальше по реке Святого Лаврентия в западной части Великих озёр. Он помог в основании миссий в Су-Сент-Мари (ныне два города — в Мичигане и в Онтарио), Ла-Пуэнте на озере Верхнее около нынешнего города Ашленд, а также помог отцу Клоду Даблону основать пост в Су-Сент-Мари у северного берега Великих озёр. В Ла-Пуэнте иезуиту индейцы иллинойсы сообщили о существовании важного торгового пути по реке Миссисипи. Они пригласили Жака обучить своих соплеменников, проживавших в основном на юге. Из-за войны между гуронами Ла-Пуэнте и соседним народом лакота ему пришлось оставить миссию и отправиться к проливу Макино. Также он передал своему начальству информацию о реке, попросив разрешения на исследование.
В 1673 году, получив согласие от иезуитов, Маркетт присоединился к экспедиции франкоканадского первопроходца Луи Жолье. Выступив 17 мая из Сент-Игнаса вместе с пятью метисами на двух каноэ, они прошли через озеро Мичиган к заливу Грин-Бэй и вверх по реке Фокс к её истокам. Оттуда они два километра несли свои лодки через болота к реке Висконсин, а много лет спустя на этом месте возник город Висконсин. 17 июня путешественники достигли реки Миссисипи.
Находясь на расстоянии более 435 миль от Мексиканского залива, французы опасались встречи с другими исследователями и испанскими колонистами, что подтверждали имевшиеся у местных жителей европейские безделушки, из-за чего свернули к устью реки Арканзас и проплыли по Миссисипи к устью реки Иллинойс, через которую был кратчайший путь для возвращения к Великим озёрам. Достигнув озера Мичиган, в сентябре Маркетт остановился в миссии Святого Франциска Ксавье (нынешний Грин-Бей в штате Висконсин), а Жолье вернулся в Квебек с новостями об открытиях.
4 декабря 1674 года во время зимовки у юго-западной оконечности озера Мичиган Жак основал небольшой миссионерский пост, на месте которого со временем вырос американский город Чикаго, его название происходит от слова «шикааква», что на языке индейцев иллинойсов означает «дикий лук» (резанец). Статус города Чикаго получил только через 163 года после основания — в 1837 году. Европейцам в зимовке оказывали помощь иллинойсы, снабжая их своей кукурузной похлёбкой сагамит.
Весной 1675 года Маркетт провёл мессу в Гранд Вилледж около нынешнего государственного парка Старвед Рок. Но дизентерия, которой он заразился во время исследования Миссисипи, подорвала его здоровье, и по возвращении в Сент-Игнас он умер.

## Значение экспедиции
Луи Жолье и Жак Маркетт прошли на каноэ свыше 4 000 км по рекам и озёрам так называемого Среднего Запада. Таким образом, французы первыми установили, что реки, берущие начало к западу от Великих озёр, равно как и сама Миссисипи, впадают не в Тихий океан, а в Мексиканский залив Атлантического океана. Пройдя по реке Миссисипи, они официально закрепили за этой рекой её индейское название, буквально означающее «Большая вода». На исследованных Жаком Маркеттом территориях в XVII — XIX веках раскинулась Новая Франция.